# Historia del constitucionalismo chileno

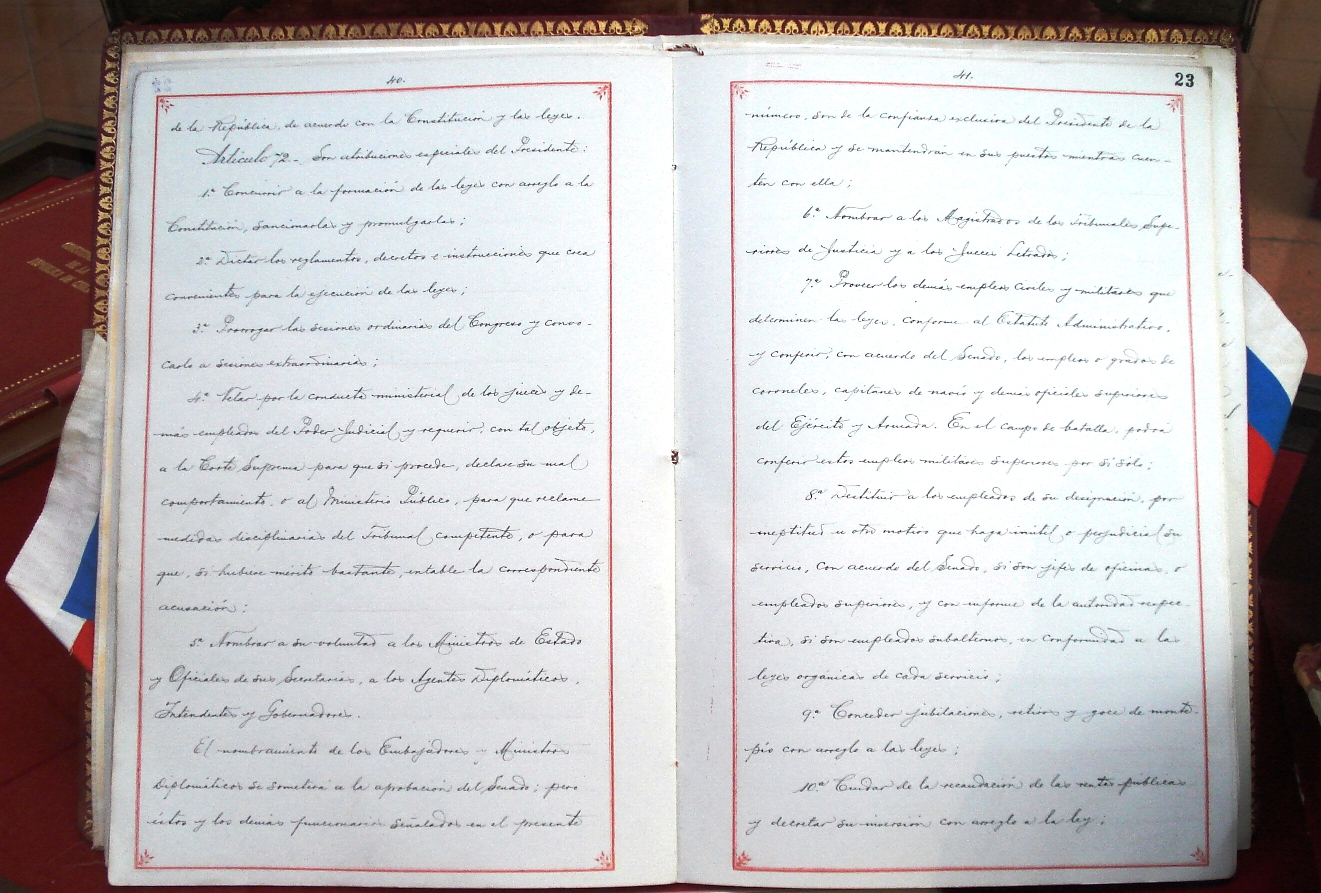
Manuscrito original de la Constitución Política de la República de Chile de 1925. Archivo Nacional de Chile.

En la historia de Chile han existido diez textos constitucionales (1811, 1812, 1814, 1818, 1822, 1823, 1828, 1833, 1925 y 1980),  así como un proyecto de constitución federal en 1826 y tres proyectos de constitución, en 2018, en 2022 y en 2023, propuestas que no llegaron a materializarse, siendo las últimas dos rechazadas mediante plebiscitos en 2022 y en 2023. Su elemento común ha sido la creación de un estado unitario, salvo el ensayo federal de 1826, con diversos grados de presidencialismo. Estas constituciones se pueden dividir según el periodo histórico en la cual fueron redactadas y por su elaboración y estructura interna.

## Patria Vieja
- El Reglamento para el Arreglo de la Autoridad Ejecutiva Provisoria de Chile de 1811 (19 artículos). Fue redactado y aprobado por el Congreso Nacional el 11 de agosto de 1811. Fue derogado el 15 de noviembre de 1811 por el segundo golpe de Estado de José Miguel Carrera.
- El Reglamento Constitucional Provisorio de 1812 (27 artículos). Fue redactado y promulgado por José Miguel Carrera el 26 de octubre de 1812. Se considera que contiene una velada declaración de independencia al señalar que «ningún decreto, providencia u orden, que emane de cualquier autoridad o tribunales de fuera del territorio de Chile, tendrá efecto alguno; y los que intentaren darles valor, serán castigados como reos del Estado», aunque comienza estableciendo que Chile reconoce que «Su Rey es Fernando VII». Fue ratificado mediante plebiscito del 27 al 30 de octubre, y fue derogado el 6 de octubre de 1813.
- El Reglamento para el Gobierno Provisorio de 1814 (13 artículos) fue promulgado el 17 de marzo de 1814. Creó el cargo de director supremo. Fue suspendido por la restauración española en octubre de 1814, que marcó el fin de la Patria Vieja.

## Patria Nueva
Después de la expulsión de los realistas y durante el gobierno de O'Higgins, se dictaron dos textos:
- La Constitución Provisoria para el Estado de Chile de 1818 (143 artículos). Fue elaborada por una comisión redactora y aprobada el 8 de agosto de 1818, siendo ratificada mediante un plebiscito realizado entre agosto y octubre del mismo año.
- La Constitución Política del Estado de Chile de 1822 (248 artículos). Fue redactada por la Convención Preparatoria y el ministro de estado José Antonio Rodríguez Aldea y promulgada el 30 de octubre de 1822.

## Período de ensayos constitucionales
Tras la abdicación de O'Higgins, se produjo un periodo de aprendizaje político en el cual se ensayaron diversas formas de ordenar la República. Los textos redactados fueron casi inaplicables al momento de su vigencia, siendo rápidamente derogados:
- La Constitución Política y Permanente del Estado de Chile de 1823 (277 artículos), llamada también «la constitución moralista», su principal redactor fue Juan Egaña. Fue discutida y aprobada por el Congreso General Constituyente electo en 1823, el 29 de diciembre. Fue derogada en 1824, durante el gobierno de Ramón Freire.
- Las Leyes Federales de 1826, colectivamente mal llamadas «Constitución de 1826», fueron iniciativa de José Miguel Infante, principal partidario de las ideas federales en la época. Fueron discutidas y aprobadas por el Congreso General Constituyente de 1826 de mayoría federalista. Se otorgaba amplia autonomía y dividía al país en ocho provincias sin definir límites claros, lo que produjo conflictos entre ellas. Fueron derogadas en 1827, durante el gobierno del presidente Francisco Antonio Pinto.
- La Constitución Política de la República de Chile de 1828 (134 artículos) fue una constitución liberal y su ideólogo y principal redactor fue José Joaquín de Mora, junto con Melchor de Santiago Concha y Cerda. Fue discutida, revisada y aprobada por el Congreso General Constituyente electo en 1828, el 8 de agosto. Este texto sirvió para las constituciones que le sucedieron al ser el modelo de redacción y organización del Estado. Se ha señalado que era inaplicable, pero los primeros problemas surgieron a raíz de la elección de presidente y vicepresidente al dividirse la política nacional entre «pipiolos» (liberales) y «pelucones» (conservadores) en la elección presidencial. Si bien la Constitución de 1828 se ubica en este periodo, una serie de características —como la definición de la República de Chile como "representativa" y "popular", o su catálogo de derechos individuales y libertades imprescindibles[1]— la podrían colocar en forma más adecuada en el siguiente.

## La República
Corresponde a las constituciones modernas en el sentido de enunciar y delimitar los derechos fundamentales, establecer la relación entre Estado-ciudadanos, fijar y normar las funciones de los poderes del Estado y sus autoridades; mecanismos de formación de las leyes y de reforma constitucional. Todas definen la República de Chile como un Estado unitario, cuyo Presidente es a la vez jefe de Estado y gobierno, con un Congreso bicameral y un Poder Judicial independiente.
- La Constitución Política de la República de Chile de 1833 (168 artículos, con 7 disposiciones transitorias). Reformada en 1871, 1873, 1874, 1882, 1888, 1891, 1892 y 1893. Fue discutida y aprobada por la Gran Convención, cuya misión inicial era reformar la de 1828. Redactada por una comisión, sobre la base de un proyecto de  Mariano Egaña, y con la destacada participación de Egaña y Manuel Gandarillas. Aprobada y promulgada el 25 de mayo de 1833. Es el texto constitucional de vigencia más prolongada en la historia de Chile, solo reemplazado en 1925.
- La Constitución Política de la República de Chile de 1925 (110 artículos y 10 disposiciones transitorias). Reformada en 1943, 1957, 1959, 1963, 1967, 1969, 1970 y 1971. Sus autores intelectuales fueron Arturo Alessandri y José Maza. Se convocó a una Comisión Consultiva para informar lo relativo al procedimiento de "reforma" a la Constitución de 1833, a partir de la cual se formaron dos subcomisiones, una de las cuales preparó el proyecto —presidida por Alessandri y con la participación de Maza—, redactado sobre la base de un texto de Maza. Fue aprobada en el plebiscito del 30 de agosto de 1925, con una altísima abstención, y promulgada el 18 de septiembre del mismo año. Entró en vigencia el 18 de octubre de 1925; su aplicación fue parcialmente suspendida por el golpe de Estado de 11 de septiembre de 1973, siendo modificada y derogada, en parte, mediante decretos leyes, hasta su reemplazo total en 1981.
- La Constitución Política de la República de Chile de 1980 (120 artículos, con 29 disposiciones transitorias). Reformada en 1989, 1991, 1994, 1997, 1999, 2000, 2001, 2003, 2005, 2007, 2008, 2009, 2010, 2011, 2012, 2013,  2014, 2015, 2017, 2018, 2019, 2020, 2021, 2022 y 2023. En su redacción intervinieron: una comisión de estudios presidida por Enrique Ortúzar, el Consejo de Estado —en donde cupo una importante participación al expresidente Jorge Alessandri, presidente del Consejo— y la Junta de Gobierno. El texto fue aprobado en un plebiscito celebrado el 11 de septiembre de 1980, y entró en vigencia el 11 de marzo de 1981. Se han realizado tres intentos de sustituirla íntegramente, sin embargo ninguno ha prosperado:
  - Entre 2014 y 2018 se convocaron diversas instancias de participación ciudadana para elaborar un texto por parte de la presidenta Michelle Bachelet, surgiendo así el Proyecto para modificar la Constitución Política de la República de Chile de 2018 (133 artículos, con 4 disposiciones transitorias) que fue enviado como proyecto de ley para la sustitución de la Constitución de 1980 por parte del Senado y la Cámara de Diputados con una ratificación final mediante un plebiscito, sin embargo el proyecto no avanzó legislativamente.
  - Debido al estallido social, el 25 de octubre de 2020 se convocó a un plebiscito para decidir el inicio de un proceso constituyente y el organismo a cargo de su redacción, siendo finalmente elegida una Convención Constitucional que redactó una propuesta de Nueva Constitución (388 artículos, con 57 disposiciones transitorias) que fue sometida a un plebiscito constitucional siendo rechazada.
  - Debido al fracaso de la propuesta anterior, a inicios de 2023 se estableció un Consejo Constitucional, mediado por una Comisión Experta de juristas quienes redactaron una nueva Propuesta de Constitución Política de la República (216 artículos, con 62 disposiciones transitorias) la cual fue sometida a un plebiscito constitucional, siendo finalmente rechazada.